# Nioumachoua
 (novembre 2011).
Si vous disposez d'ouvrages ou d'articles de référence ou si vous connaissez des sites web de qualité traitant du thème abordé ici, merci de compléter l'article en donnant les références utiles à sa vérifiabilité et en les liant à la section « Notes et références ».

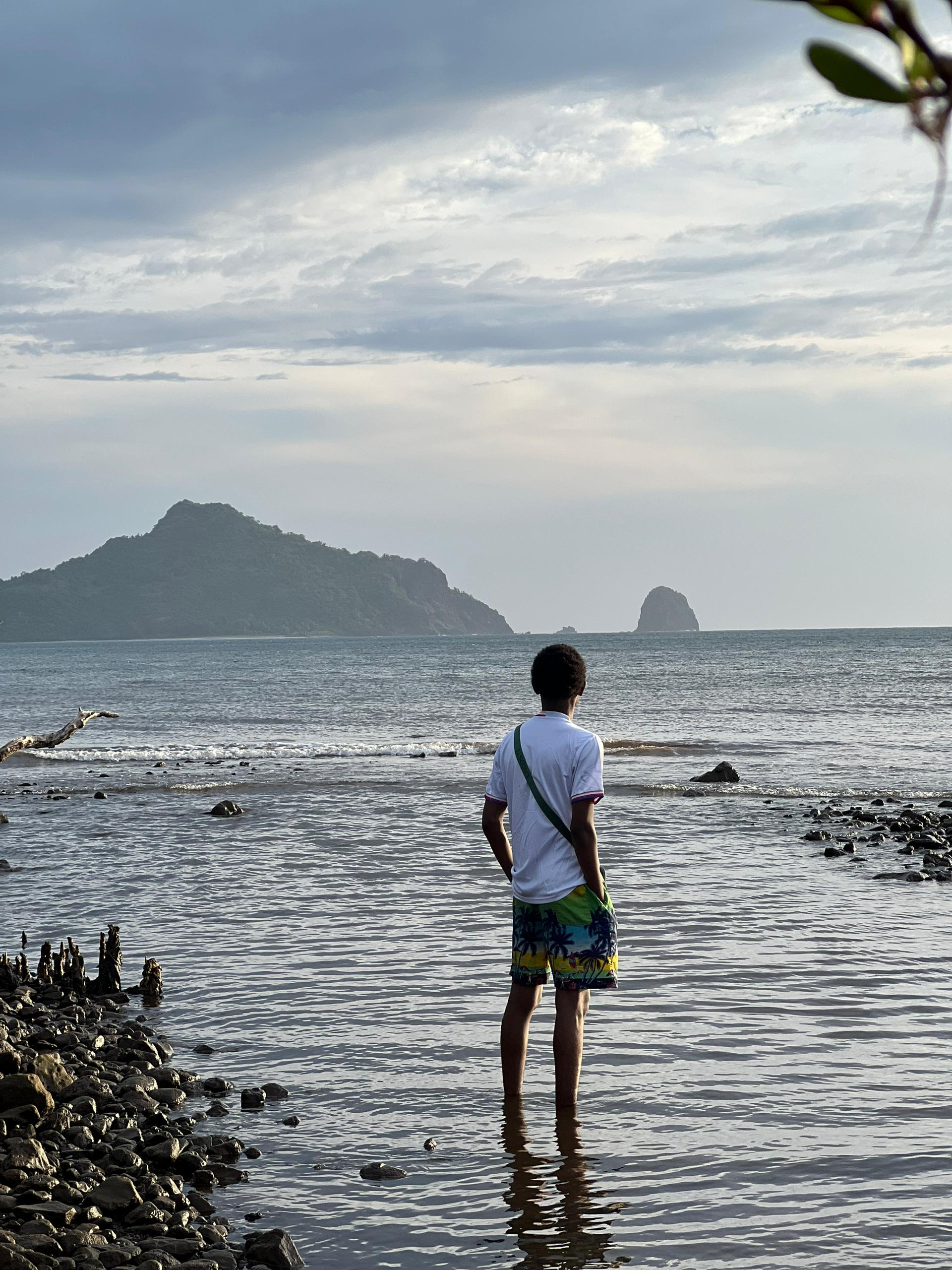
Jardins de mangrove, face à un îlot NIOUMACHOUAS

Nyumashiwa est la deuxième ville de l’île de Mohéli, après Fomboni, la capitale. Elle se situe dans la partie sud de l’île ; elle est connue à cause des îlots qui se trouvent en face de la ville et que l'on appelle les îlots de Nyumashiwa. Ils sont au nombre de huit. Certains parmi ceux-ci sont pourvus de plages de sable blanc.

## Les îlots de Nyumashiwa
Les îlots de Nyumashiwa qui sont situés au large de la côte sud de Mohéli sont les plus grands et les plus connus. Leurs noms commencent tous par shissiwa qui signifie île. Ils ont tous le même aspect massif.

### Shisiwa Wenefu

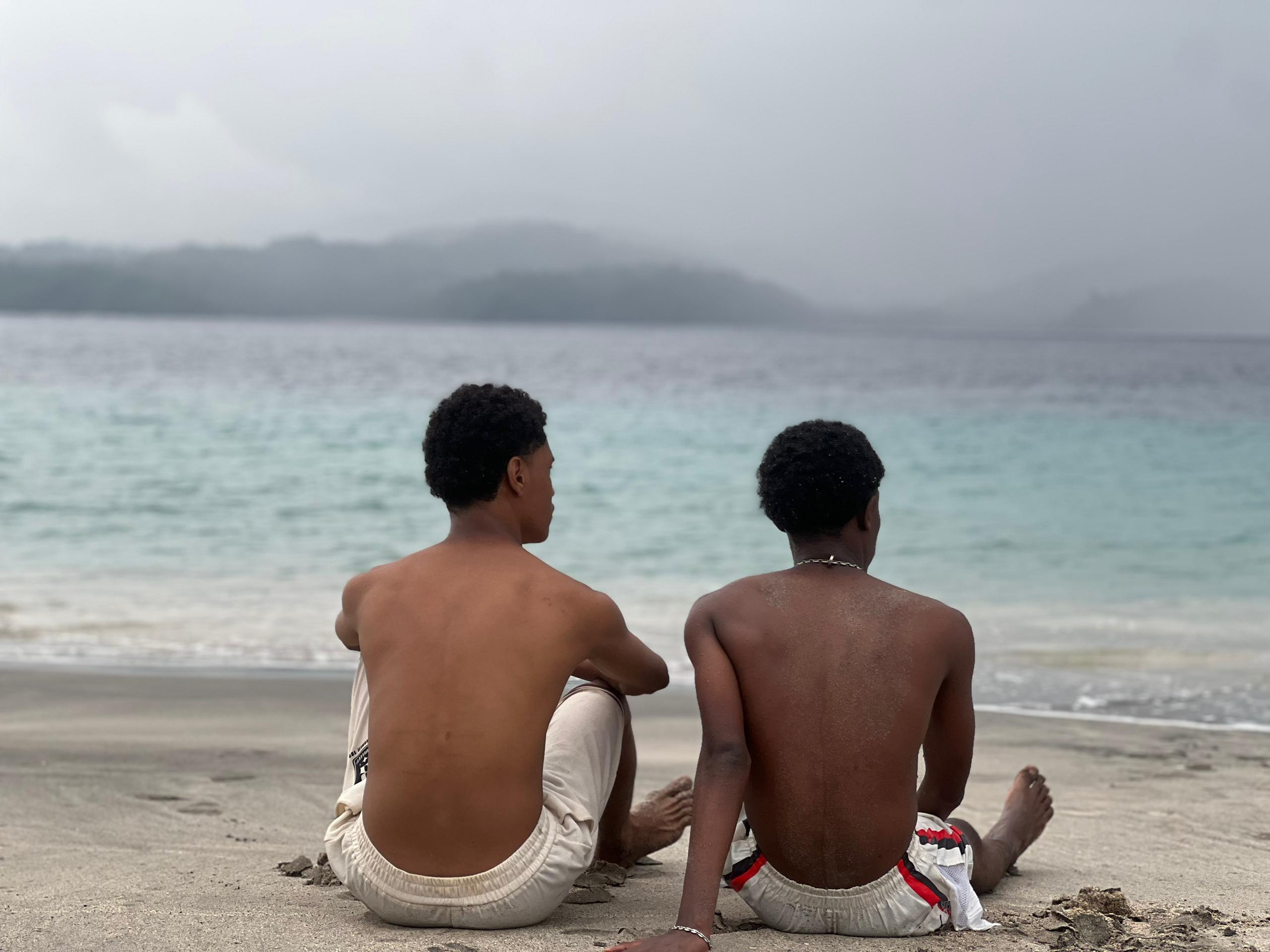
Plage de l'îlot WENEFU, en face se trouvant Mohéli

Le plus grand îlot connu sous le nom de Shisiwa sha Wenefu en shikomori, c’est-à-dire littéralement îlot des lépreux, a été longtemps le lieu d’accueil des populations atteintes de la lèpre (comme il n’y avait pas de traitements pour les lépreux, on les isolait pour ne pas contaminer le reste de la population). Ces malades étaient ravitaillés en eau et en nourriture par leur famille. Ils étaient installés sur la côte nord de l’îlot, face à la ville de Nyumashiwa. Par contre, la côte sud était habitée par des gens valides qui vivaient de pêche et d'élevage.

### Shisiwa Mbuzi ou shisiwa Bwanaidi
Le second îlot en direction de l’est est connu sous le nom de Shissiwa Boinaidi. À la demande de M. Boinaidi auprès de Ramanetaka qui a changé son nom en Abderemane en 1832. Cette zone a été réservée exclusivement à l’élevage des caprins. Ainsi, l’îlot a été, pendant une très longue période, une grande zone de pâturage pour les caprins.

### Shisiwa manyuny ou shisiwa Madi Bacar
Ce troisième îlot vers l’est, connu sous le nom de shissiwa Madi Bacar, était aussi une zone d’élevage des caprins à la demande, cette fois, de Madi Bacar.

### Shisiwa kandzoni
C’est aussi un lieu de l’élevage. C’est le seul îlot où l’on peut trouver une rivière. C’est une région qui a été fréquentée par des anjouanais.
Jusqu'aux années 50, les activités économiques des îlots de Nyumashiwa étaient basées principalement sur l’élevage et la pêche. Un climat de sérénité et de confiance y régnait entre les éleveurs et pêcheurs. Mais l’augmentation des populations des localités environnantes a entrainé une certaine insécurité sociale et économique : des chèvres ont été massacrées et le séchage du poisson a pris fin.[réf. nécessaire]
Aujourd'hui, l'activité dominante des îlots de Nyumashiwa est l’activité touristique. Des bungalows sont construits par l’association de développement culturel de Nyumashiwa pour y accueillir des touristes nationauxprenom1 et étrangers. De plus, cette zone a été transformée en parc national, le Parc marin de Mohéli, afin de protéger sa richesse écologique et sa biodiversité